# Plectre
Pour les articles homonymes, voir mediator.
 (novembre 2018).
Si vous disposez d'ouvrages ou d'articles de référence ou si vous connaissez des sites web de qualité traitant du thème abordé ici, merci de compléter l'article en donnant les références utiles à sa vérifiabilité et en les liant à la section « Notes et références ».

Schéma d’un sautereau sur un clavecin (seule la partie supérieure est représentée) : 1 - corde ; 2 - axe de la languette ; 3 - languette ; 4 - plectre ou bec ; 5 - étouffoir.

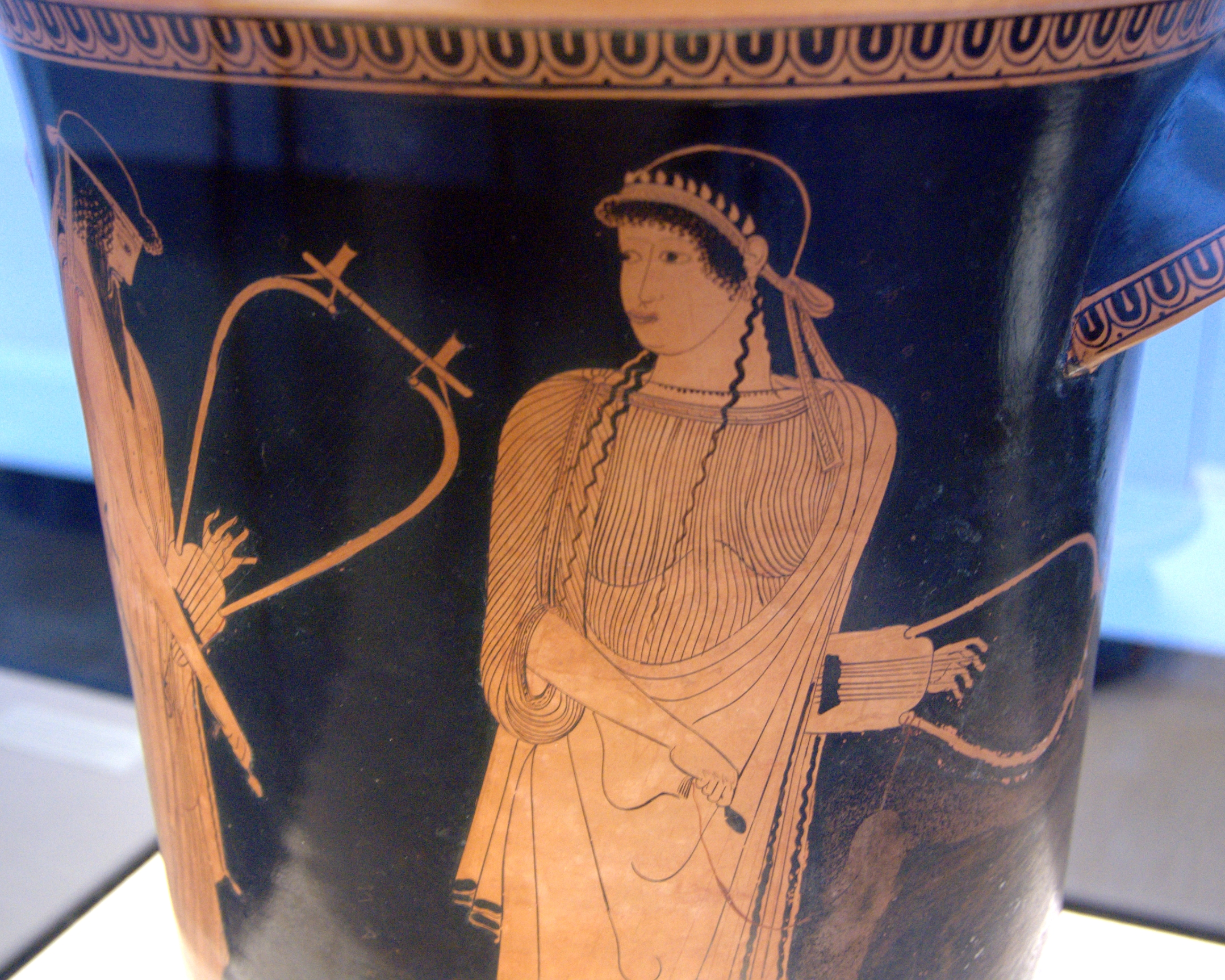
L'une des premières images de Sappho. Elle tient dans sa main une lyre et un plectre.

Un plectre est un dispositif permettant de pincer ou gratter les cordes d'un instrument cordophone.
Il est aussi appelé médiator (« pic » ou « pick » au Québec) dans le domaine de la guitare, de la mandoline et des instruments semblables : il s'agit alors d'un petit accessoire que l'on tient entre le pouce et l'index.
On appelle onglet le type de plectre utilisé aussi pour les instruments ou les styles requérant l'utilisation individuelle de plusieurs doigts pour gratter les cordes (ex : « fingerpicking country », cithare, kânun, etc.). Celui-ci s'enfile sur le bout du doigt.
Dans le clavecin, le plectre en plume de corbeau ou en plastique polyoxyméthylène (Delrin, Celcon, Celanese) se nomme un bec. Il est monté sur une languette mobile à l'extrémité supérieure du sautereau.
Les plectres existent de différentes formes (souvent triangulaires ou en « goutte d'eau » pour les guitares), diverses épaisseurs (le plus souvent, entre 0,4 et 1,5 mm) et matières pour s'adapter au musicien.
Selon la Souda (Xe siècle), le plectre aurait été inventé par Sappho, une information considérée comme légendaire.

## Matières
Les plectres sont aujourd'hui généralement en matière plastique.
Pour le bouzouki, la mandoline et la mandole, le plectre est en corne assez ferme. Dans le cas de la balalaïka, il est en corne épaisse. Pour l'oud, et le saz turc, on utilise une tranche très fine de corne de vache très souple.
Certains instrumentistes ont utilisé des plectres en écaille de tortue terrestre pour sa flexibilité et sa solidité, mais la plupart utilisent au XXIe siècle un médiator en plastique à la place, les tortues étant des espèces protégées.
Les autres matières utilisées pour la fabrication des plectres sont généralement le métal et le bois. Le métal fera sonner les cordes de manière beaucoup plus brillante et semble générer une meilleure attaque que les plectres en plastique. Le plectre de bois, au contraire, donnera un son rond et moelleux (voire étouffé), tout en conservant une bonne attaque.
Il existe également des plectres en feutre destinés exclusivement aux grosses cordes des guitares basses électriques. Ces plectres très épais peuvent faire jusqu'à 5 mm. Le cuir est aussi utilisé pour des plectres de ukulélé.
Certains musiciens utilisent des objets usuels : Brian May, le guitariste du groupe rock Queen, utilise par exemple une pièce de monnaie.

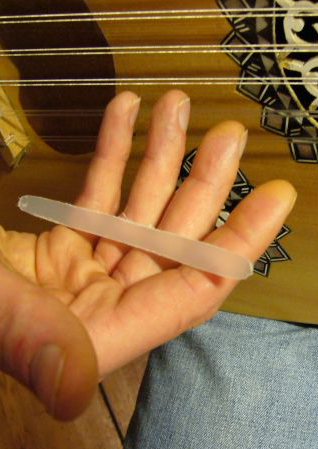
Plectre de oud.
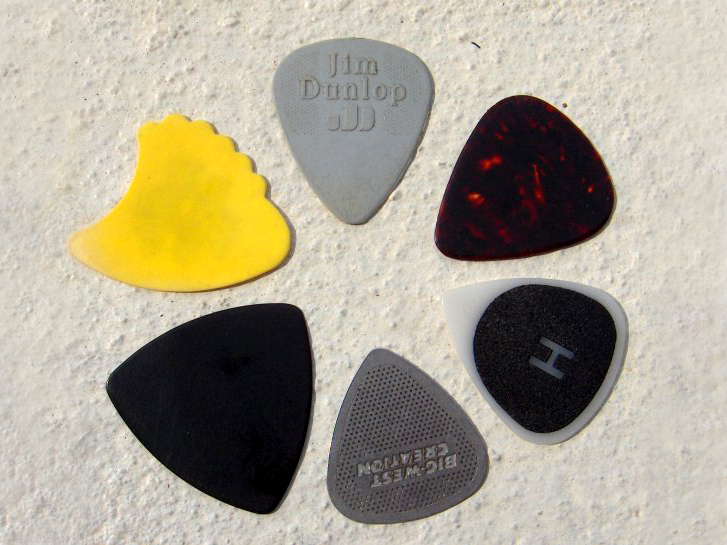
Plectres de guitare

## Utilisation
Le plectre frappe les cordes parallèlement à la table. On peut s'attaquer à une corde toujours dans le même sens (en aller), ou alternativement dans les deux sens (en aller-retour), ce qui permet un jeu rapide.
Le plectre est très utilisé pour jouer du banjo, car les cordes sont raides et le médiator autorise une plus grande vibration des cordes.
Le sitar requiert l'utilisation d'un ou deux plectres métalliques, les mizrabs.